# Loxosceles spadicea
Espèce
Loxosceles spadicea est une espèce d'araignées aranéomorphes de la famille des Sicariidae.

## Distribution
Cette espèce se rencontre au Pérou, en Bolivie et en Argentine.

## Description
Le mâle décrit par Gertsch en 1967 mesure 5,3 mm et la femelle 7 mm.

## Publication originale
- Simon, 1907 : Étude sur les araignées de la sous-section des Haplogynes. Annales de la Société Entomologique de Belgique, vol. 51, p. 246-264 (texte intégral).